# المكونات الدولية للترميز الموحد
المكونات الدولية ليونيكود (بالإنجليزية: International Components for Unicode (ICU))‏ هو مشروع مفتوح المصدر لمكتبات C / C ++ و Java الناضجة لدعم الترميز الموحد وتدويل البرامج وعولمة البرمجيات. المكونات الدولية ليونيكود محمولة على نطاق واسع للعديد من أنظمة التشغيل والبيئات. يعطي التطبيقات نفس النتائج على جميع الأنظمة الأساسية وبين برامج C و C ++ و Java. مشروع المكونات الدولية ليونيكود هو لجنة فنية تابعة لاتحاد Unicode Consortium وترعاها وتدعمها وتستخدمها شركة آي بي إم والعديد من الشركات الأخرى.
توفر المكونات الدولية ليونيكود الخدمات التالية: معالجة نصوص الترميز الموحد، وخصائص الأحرف الكاملة، وتحويلات مجموعة الأحرف؛ تعبيرات يونيكود العادية؛ مجموعات Unicode الكاملة؛ حدود الحرف والكلمة والخط؛ الترتيب والبحث الحساس للغة؛ التطبيع، وتحويل الأحرف الكبيرة والصغيرة، وترجمة النص؛ البيانات المحلية الشاملة وبنية حزمة الموارد عبر مستودع البيانات المحلي العام (CLDR)؛ مناطق متعددة التقويم والوقت؛ والتنسيق المستند إلى القواعد وتحليل التواريخ والأوقات والأرقام والعملات والرسائل. قدمت وحدة العناية المركزة خدمة تخطيط النص المعقدة للغة العربية والعبرية والهندية والتايلاندية تاريخيًا، ولكن تم إهمال ذلك في الإصدار 54، وتمت إزالته تمامًا في الإصدار 58 لصالح HarfBuzz.

## وصلات خارجية
- الموقع الرسمي